# Albin Kajetanowicz
Albin Kajetanowicz (ur. 1 marca 1883) – major kawalerii Wojska Polskiego.

## Życiorys
Urodził się 1 marca 1883. Podczas I wojny światowej został komendantem Stada Ogierów, utworzonego w 1915 przez władze austriackie w osadzie Bogusławice. Po odzyskaniu niepodległości przez Polskę wstąpił do Wojska Polskiego. Zweryfikowany do stopnia rotmistrza kawalerii od 23 listopada 1918 pełnił funkcję dowódcy Centralnej Stadniny Ogierów w Piotrkowie Trybunalskim w ramach Dowództwa Okręgu Generalnego „Kielce”. Następnie był kierownikiem stadniny państwowej w Bogusławicach.
2 maja 1923 został odznaczony Krzyżem Kawalerskim Orderu Odrodzenia Polski „za zasługi, położone dla Rzeczypospolitej Polskiej na polu hodowli koni”.